# Kujataa
Kujataa är ett subarktiskt jordbruksområde i södra Grönland som utsågs till världsarv av Unesco år 2017. Det sträcker sig från Kap Farvel i söder till ön Nunarsuit 250 kilometer norrut och är Grönlands andra världsarv efter Ilulissatfjorden.
Världsarvet, med det fullständiga namnet Kujataa Greenland: Norse and Inuit Farming at the Edge of the Ice Cap består av fem delområden som är representativa för den tusenåriga jordbrukstraditionen i södra Grönland: 
- Qassiarsuk med Erik Rödes Brattahlíð vid Skovfjorden
- Igaliku med biskopssätet Gardar och Grönlands första moderna inuitjordbruk
- Sissarluttoq med rester av en stor  norsk gård med 40 byggnader
- Tasikuluulik (Vatnahverfi) med Grönlands längsta grusväg  mellan flera inuitägda fårgårdar
- Qaqortukulooq med kyrkoruinen och bosättningarna vid Hvalsey

## Bakgrund
Odlingen i de subarktiska områdena på Grönland kan delas upp i två tidsperioder, den historiska och den moderna.
När nordmännen kom till Grönland på 1000-talet anlade de  jordbruk inne i de djupa fjordarna längs kusten. De stannade kvar i landet tills klimatet blev för kallt för odlingarna nära 500 år senare. Omkring 1200 e.Kr. kom inuiterna till Grönland där de bland annat mötte nordmännen och på 1700-talet även dansk-norska kolonisatörer. Nybyggarna byggde stenhus och höll nötkreatur och får. 
År 1915 anlades den första avelsstationen i Qaqortoq, där unga grönländare utbildades i fåravel och nio år senare grundades den första fårgården i Qassiarsuk. Försöket slog väl ut och idag bor  omkring 150 personer i området.